# 湯滌 (明朝)
湯滌（1436年—？），字新之，浙江嘉興府嘉興縣人，明朝政治人物。進士出身。

## 生平
天順三年（1459年）己卯科浙江鄉試第九十名。成化二年（1466年）丙戌科會試第五十九名，殿試登進士第三甲第八十六名。

## 家族
曾祖湯榮甫。祖父湯敬。父亲湯浩。